# Star Screen Award/Bestes Szenenbild
Der Star Screen Award Art Direction ist eine Kategorie des indischen Filmpreises Star Screen Award.
Der Star Screen Award Best Art Direction wird von einer angesehenen Jury der Bollywoodfilmindustrie gewählt. Die Gewinner werden jedes Jahr im Januar bekanntgegeben.
Nitin Desai, mit sieben, und Sharmishta Roy, mit drei Auszeichnungen, sind die dominierenden Gewinner.
Liste der Gewinner:
| Jahr | Film                          | Gewinner        |
| ---- | ----------------------------- | --------------- |
| 1995 | 1942: A Love Story            | Nitin Desai     |
| 1996 | Prem                          | Bijon Das Gupta |
| 1997 | Khamoshi: The Musical         | Nitin Desai     |
| 1998 | Dil To Pagal Hai              | Sharmishta Roy  |
| 1999 | Jab Pyaar Kisise Hota Hai     | Sharmishta Roy  |
| 2000 | Hum Dil De Chuke Sanam        | Nitin Desai     |
| 2001 | Josh – Mein Herz gehört dir   | Nitin Desai     |
| 2002 | Lagaan                        | Nitin Desai     |
| 2003 | Devdas – Flamme unserer Liebe | Nitin Desai     |
| 2004 | Pinjar                        | Munesh Sappel   |
| 2005 | Zwei Herzen für Rani          | Sharmishta Roy  |
| 2006 | Paheli                        | Munesh Sappel   |
| 2007 | Rang De Basanti               | Samir Chanda    |
| 2008 | Gandhi My Father              | Nitin Desai     |